# (38351) 1999 RQ150
1999 RQ150 (asteroide 38351) é um asteroide da cintura principal. Possui uma excentricidade de 0.10480630 e uma inclinação de 6.11075º.
Este asteroide foi descoberto no dia 9 de setembro de 1999 por LINEAR em Socorro.